# Temple de Diane (Nîmes)
Pour les articles homonymes, voir Temple de Diane.
Le temple de Diane est un monument romain construit au Ier siècle et situé dans les Jardins de la Fontaine de Nîmes, dans le Gard.

## Historique
L'édifice s'inscrit dans le sanctuaire centré sur le nymphée et dédié à Auguste. Toutefois, sa fonction première est discutée. Son plan basilical exclut le fait qu'il s'agisse d'un temple romain et le terme « de Diane » ne s'appuie sur aucune donnée archéologique ou historique connue à ce jour. On date l'édifice de l'époque d'Auguste, la façade ayant sans doute été réaménagée au cours du IIe siècle. Au Moyen Âge il abrite un monastère, ce qui explique sa conservation. Au XVIIIe siècle il inspire de nombreux romantiques, Hubert Robert notamment. Aujourd'hui, il est accessible depuis les jardins de la Fontaine. Le temple de Diane fait l’objet d’un classement au titre des monuments historiques par la liste de 1840.  

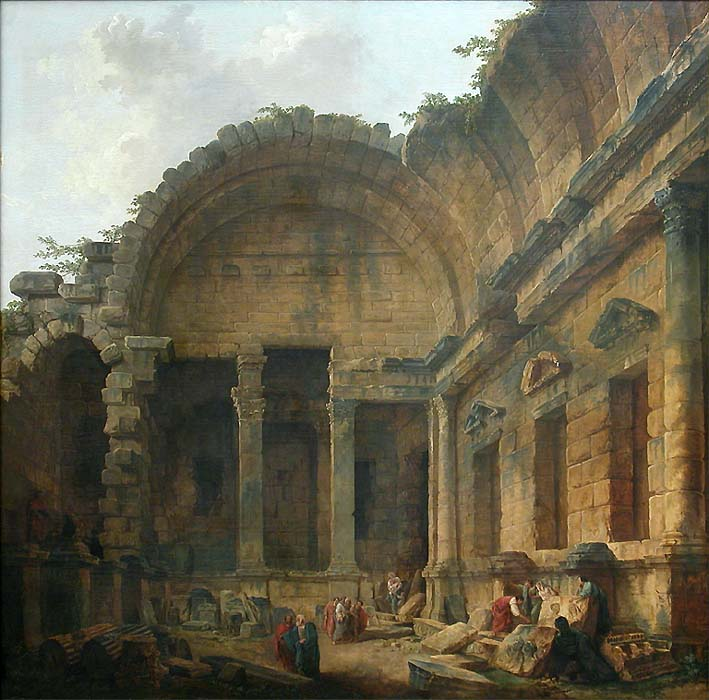
Intérieur du Temple de Diane à Nîmes, par Hubert Robert (1786), Musée du Louvre.
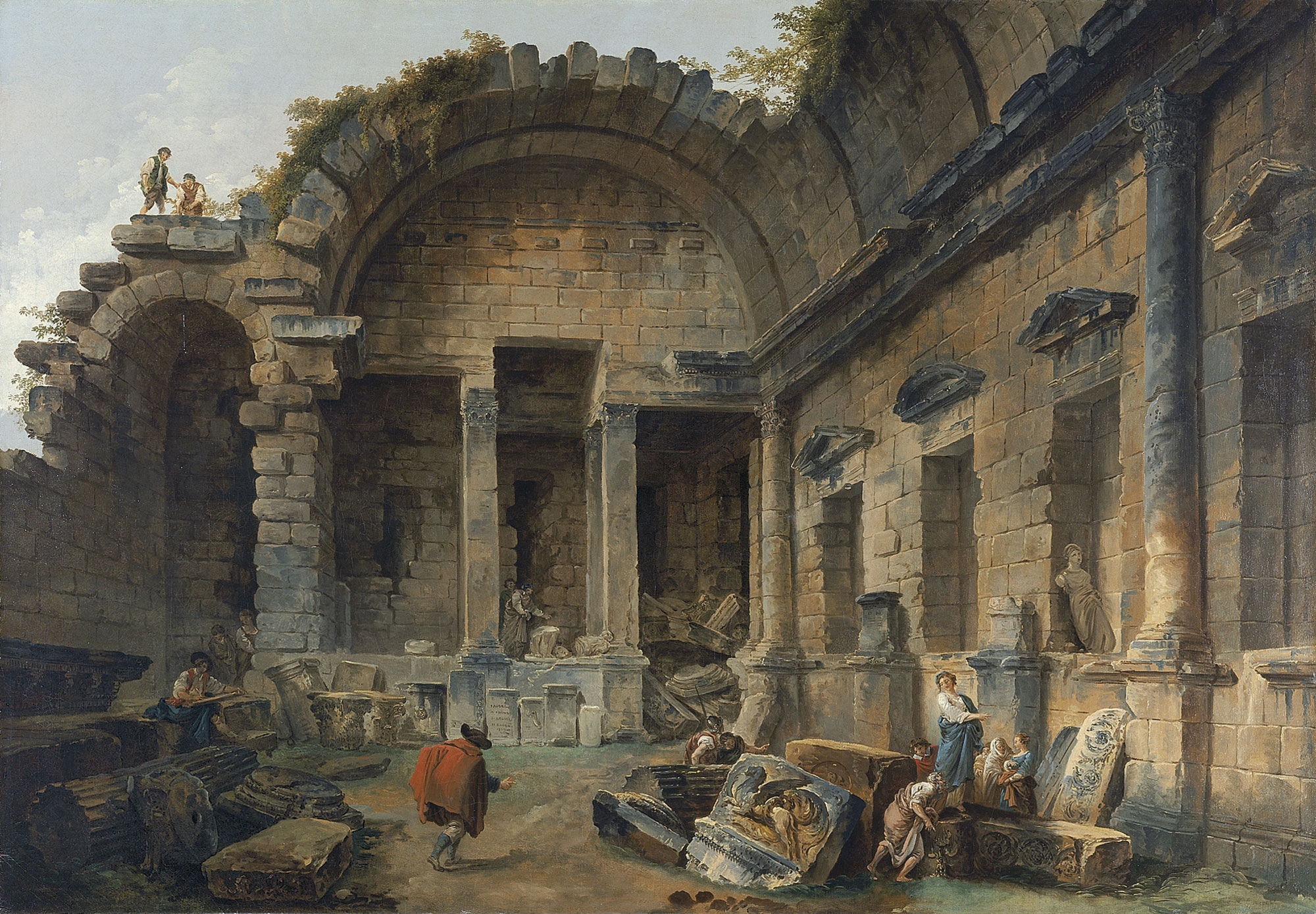
Intérieur du Temple de Diane à Nîmes, par Hubert Robert (1783), Thyssen-Bornemisza Museum.
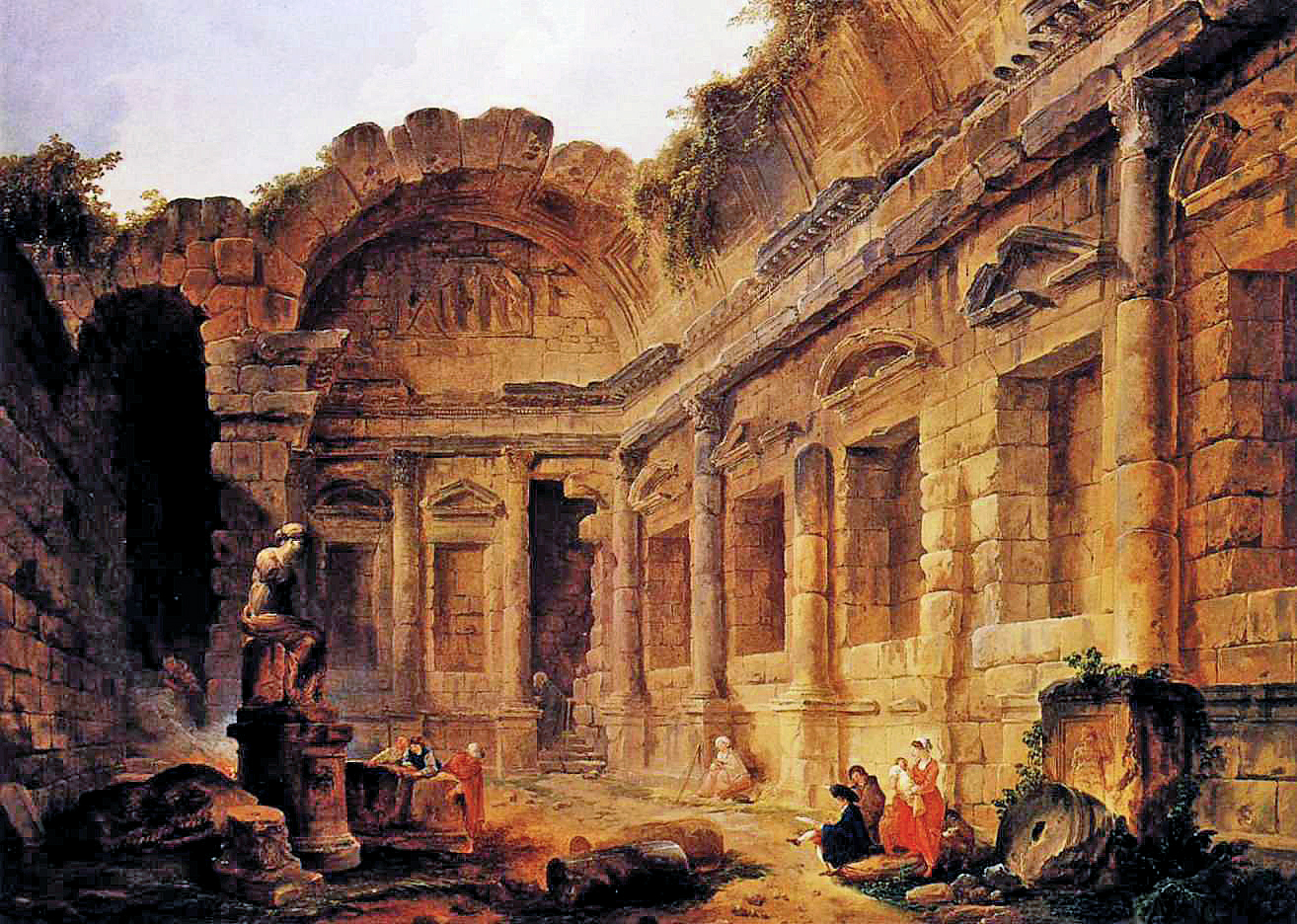
Intérieur du Temple de Diane à Nîmes (vue imaginaire), par Hubert Robert (1771).
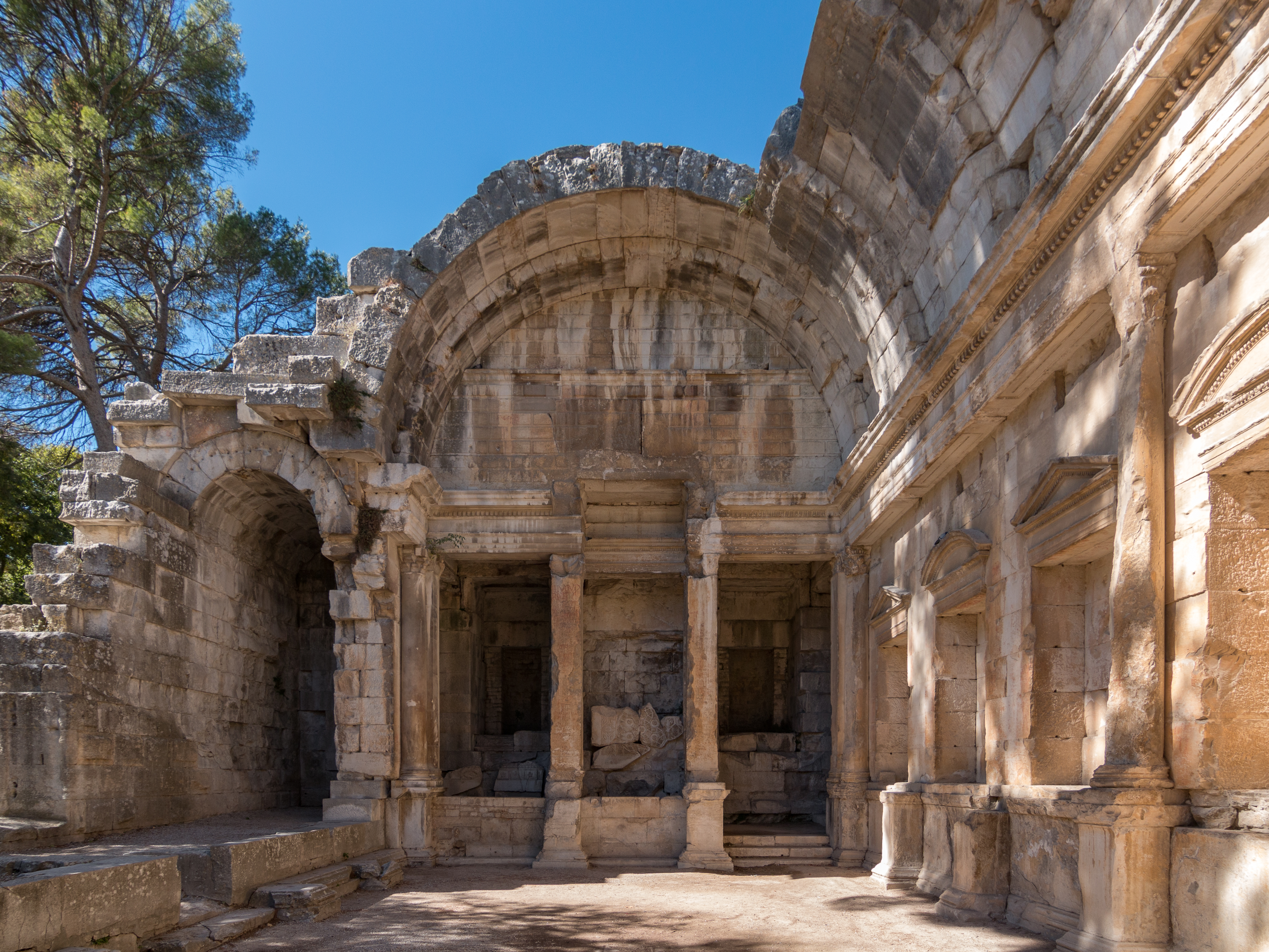
Intérieur du Temple de Diane aujourd'hui
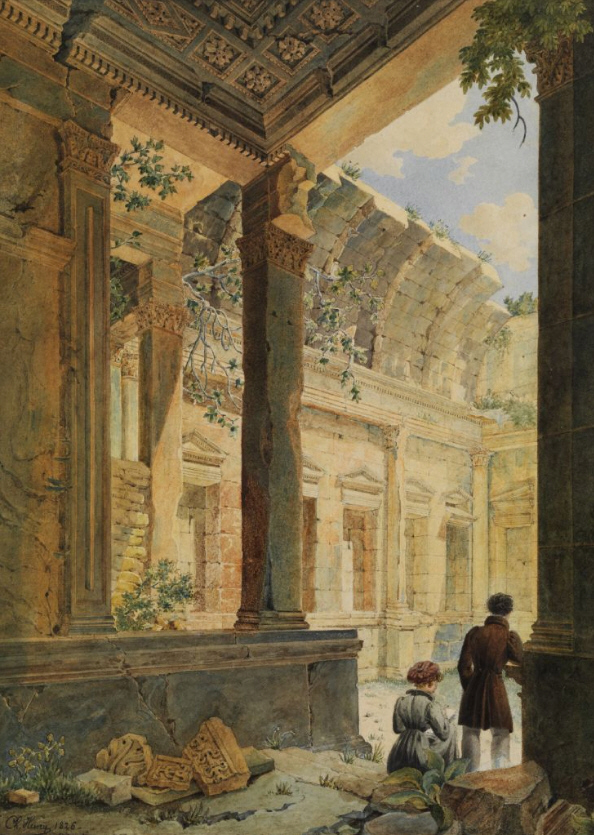
Le Temple de Diane (1826), par Charles Léopold Émile Henry (1797-1885).

## Structure
Creusé en partie dans le flanc du mont Cavalier, l'édifice était à l'origine entouré de salles annexes et supportait un étage ou une terrasse. La façade principale, percée de trois grandes baies cintrées, a conservé deux niveaux.
Aujourd'hui, les vestiges consistent principalement en une salle voûtée d'une longueur de 14,52 m et d'une largeur de 9,55 m, flanquée de deux cages d'escalier qui permettaient d'accéder à des constructions mitoyennes disparues. Cette salle n'avait pour toute ouverture que la porte, dépourvue de système de fermeture, et la fenêtre qui la surmonte. Le mur latéral nord laisse apparaître une série de cinq niches rectangulaires surmontées en alternance de frontons triangulaires et semi-circulaires. Entre chaque niche s'élevait une colonne d'ordre composite adossée. Au fond, trois compartiments plus profonds présentent des plafonds ornés de caissons sculptés.
Lors des fouilles de 1745, on découvrit le sol antique, fait de « plaques de marbre de diverses couleurs » (décor en opus sectile) dont il reste le support de mortier.

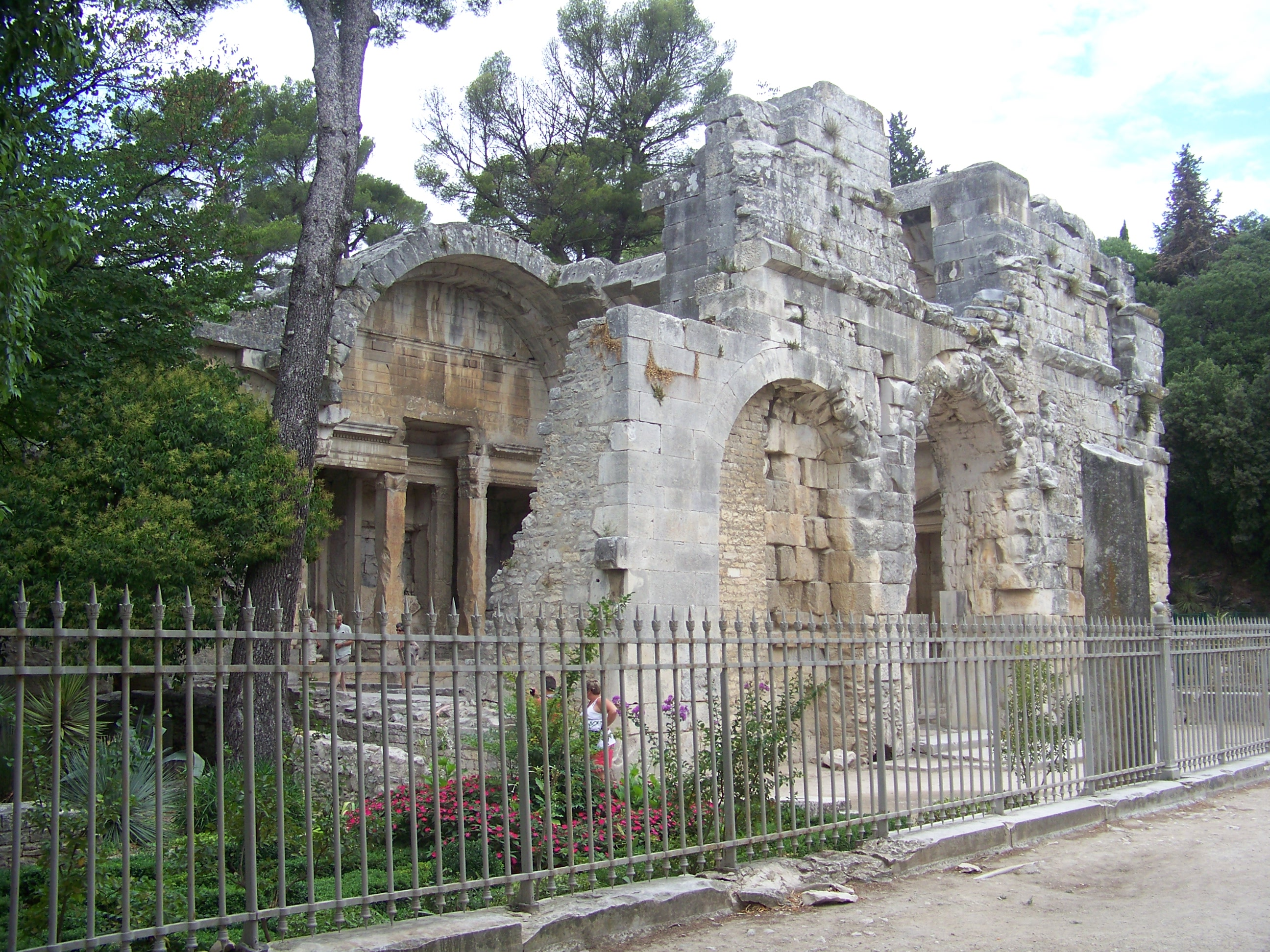
Vue d'ensemble (sud-est).
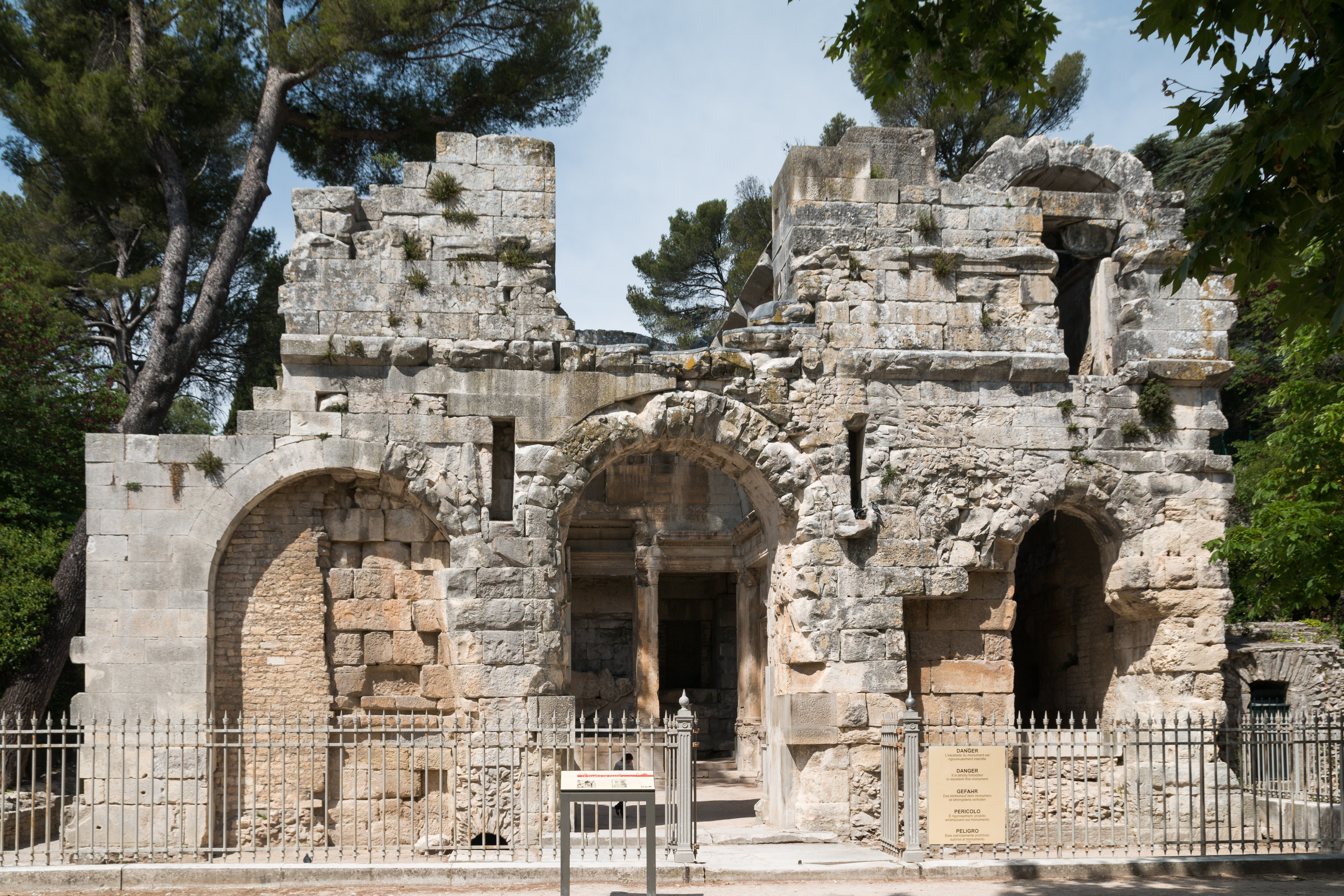
Baies cintrées de la façade principale, à l'est.
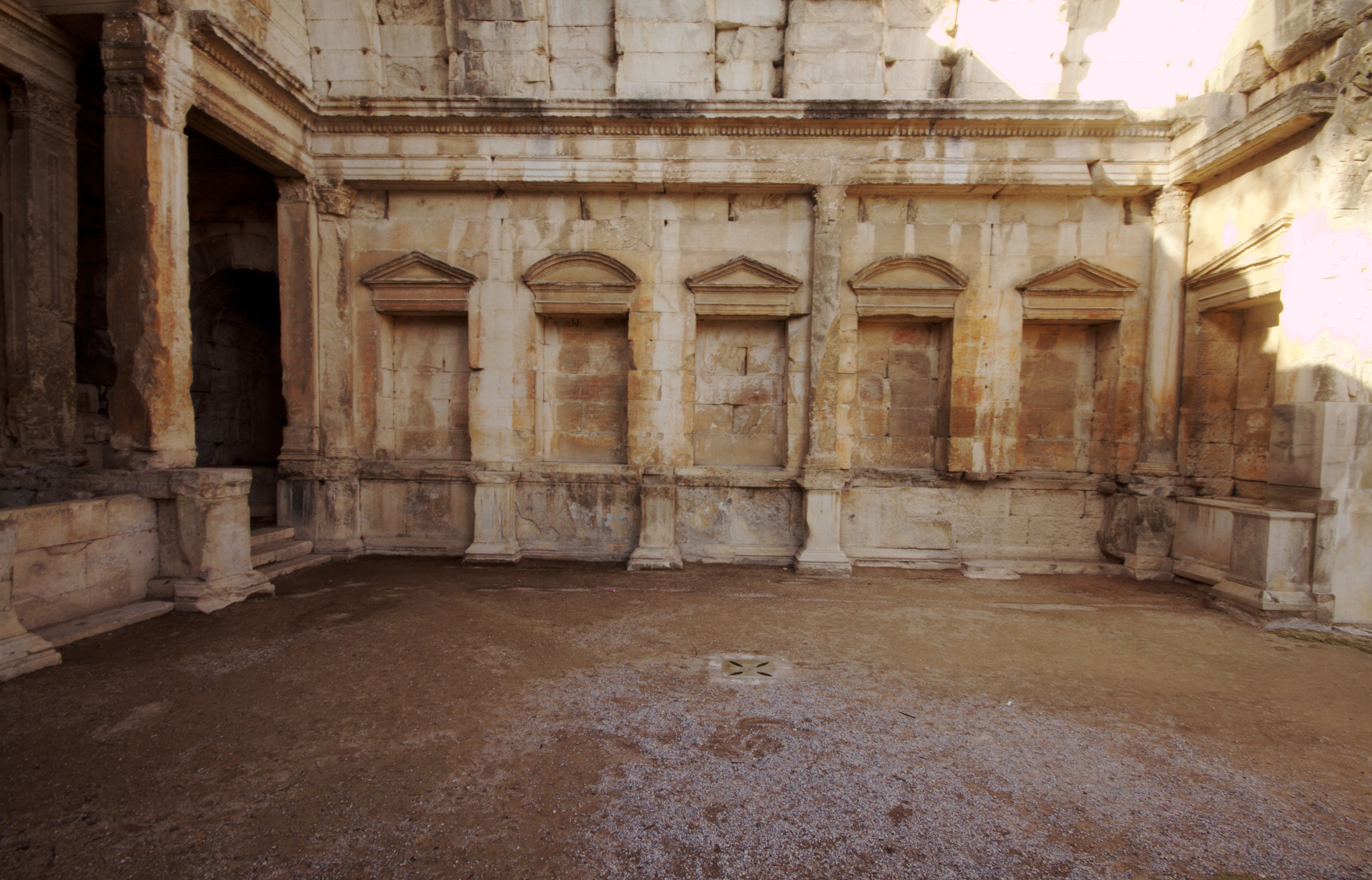
Mur nord à niches rectangulaires, avec départ des voûtes.
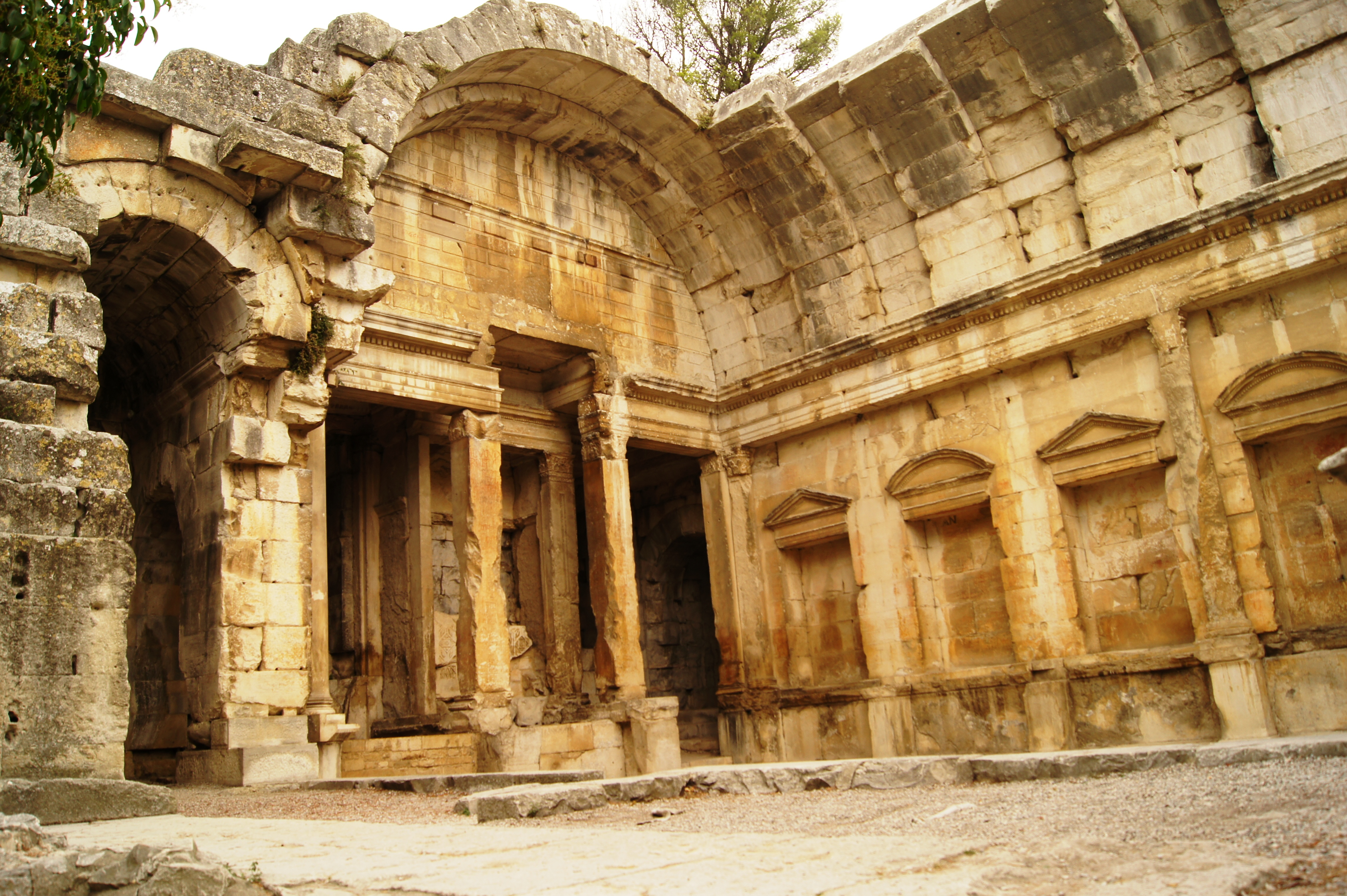
Voûte et compartiments du fond (ouest).
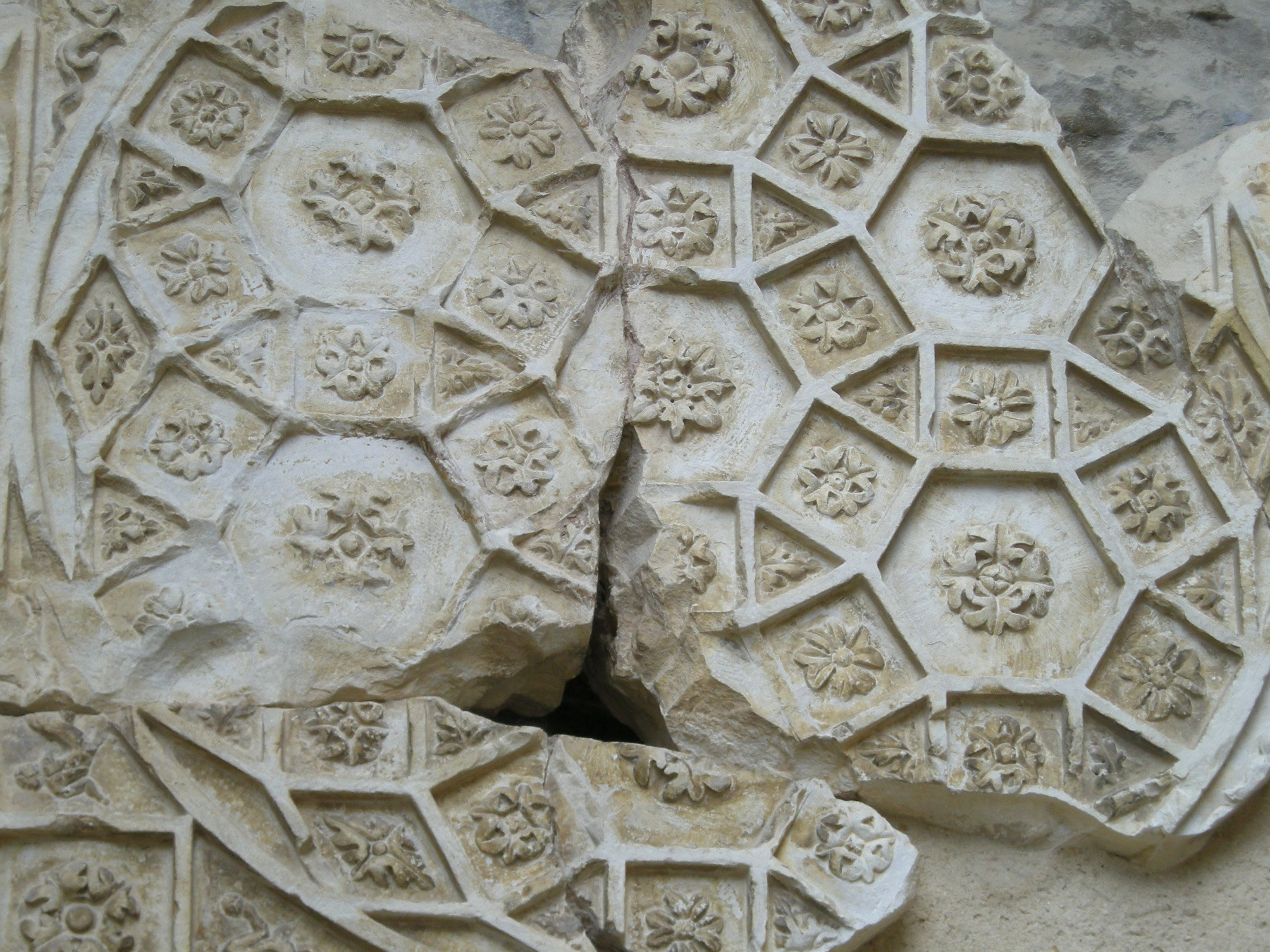
Caisson sculpté de la voûte du fond.
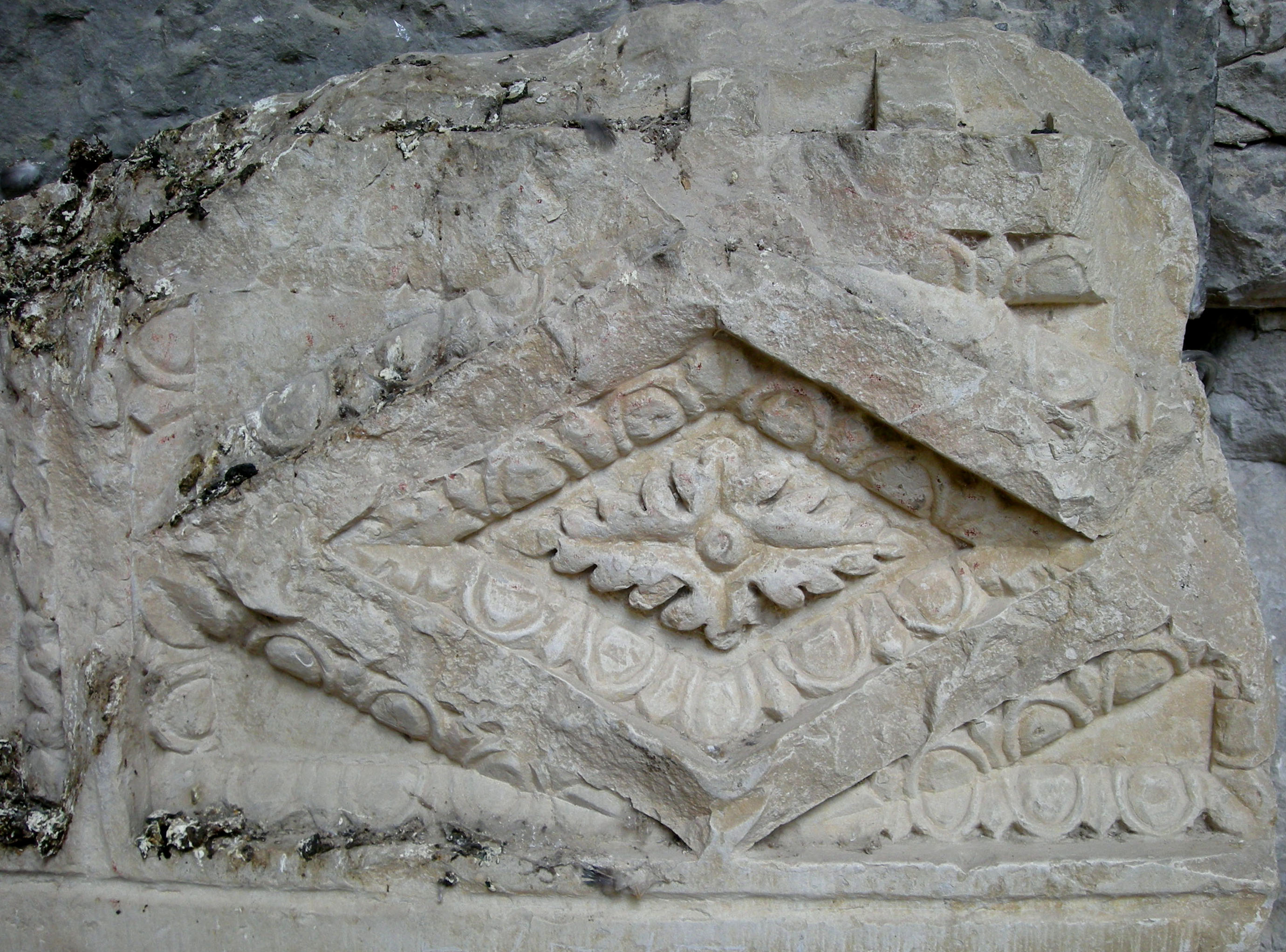
Autre motif de caisson sculpté, même endroit.